# فتحي البلعاوي
فتحي محمد قاسم البلعاوي (أبو غسان؛ 23 أغسطس 1929 - 23 يونيو 1996) هو كاتب ومعلم وسياسي وأحد مؤسسي حركة التحرير الوطني الفلسطيني (فتح)، وكان له دور بارز مع القيادة الفلسطينية بقيادة الرئيس ياسر عرفات.

## نشأته
ولد في قرية بلعا قضاء طولكرم وترعرع فيها، ودرس المرحلة الابتدائية والإعدادية في كل من مدارس قرى بلعا وعنبتا التابعتين لقضاء طولكرم، ومن ثم حصل على الثانوية العامة من مدينة يافا.

## درساته ونشاطه
سافر إلى القاهرة للدراسة والتحق عام 1946 بكلية اللغة العربية في الأزهر الشريف، وانضم أثناء دراسته الجامعية إلى جماعة الإخوان المسلمين، وتطوع مع بعض إخوانه في الأزهر للجهاد في فلسطين وكان نائب رئيس اتحاد الطلاب المسلمين في الأزهر وساهم في تأسيس أول تنظيم طلابي فلسطيني عام 1951 عُرف باسم: «رابطة طلبة فلسطين» وكان أول سكرتير لها، وأسس مجلة (نداء فلسطين) وكان رئيس تحريرها، واشتهر كخطيب جماهيري مفوّه.

### البلعاوي ومحمد نجيب
عُرف البلعاوي بمواقفه الجريئة، ومنها موقفه أثناء إحتفال كان على رأسه اللواء محمد نجيب في القاهرة عام 1953، حيث اندفع إلى الميكروفون وراح يخاطب الرئيس محمد نجيب بنبرة حادة أدّت إلى تدخل مفتي فلسطين الحاج أمين الحسيني، وهمّ حارس اللواء بإطلاق الرصاص على البلعاوي لولا قيام ياسرعرفات بإمساك يده ومنعه. وقرأ فتحي على الإحتفال الجماهيري آية قرآنية تسببت في اعتقاله وسجنه وترحيله إلى غزة عام 1953 قبل شهرين من حصوله على الليسانس وحلَّ صلاح خلف مكانه في قيادة الرابطة.

### نشاطه مع الإخوان
أسهم قدوم البلعاوي مبعدًا من مصر واستقراره في قطاع غزة في أواخر سنة 1953 في تفعيل العمل الإخواني الطلابي والنقابي، إذ كان من أبرز القيادات الإخوانية الشبابية الفلسطينية في مصر، وأعطت قدراته القيادية وخبرته النقابية دفعًا إيجابيًا للعمل في القطاع. وشارك الإخوان في تأسيس نقابة المعلمين الفلسطينيين (معلمي وكالة الأونروا) ولعب دوراً مهماً في ذلك، حيث تنافسوا مع الشيوعيين في الانتخابات سنة 1954 وفاز الإخوان بعشرة مقاعد من أصل 11 مقعدًا، وكان المقعد الوحيد للشيوعيين من نصيب معين بسيسو، وتولى فتحي البلعاوي منصب نقيب المعلمين ممثلاً للإخوان. وفي السنة التالية 1955 فاز الإخوان بجميع المقاعد. وكان عدد أعضاء رابطة الأساتذة حوالي 650 أستاذاً. وعمل في غزة مدرساً للغة العربية في مدرسة دير البلح للاجئين، ثم مدرسة البريج الثانوية للاجئين، وأسس مجلة (صوت اللاجئين)، وكان رئيس تحريرها، كما كتب في العديد من الصحف المحلية مثل (الوطن العربي)، وبادر مع زملاء له من مختلف التيارات الفكرية لإنشاء (نقابة المعلمين الفلسطينيين) في غزة عام 1954، ليفوز بمنصب أول نقيب للمعلمين. قاد العديد من الفعاليات والمظاهرات الوطنية، وكان له دور بارز في قيادة المظاهرات الشعبية المناهضة للتوطين والإسكان عام 1955، وعلى إثرها اعتقلته السلطات المصرية مع عدد من رفاقه من حركة الإخوان مثل محمد يوسف النجار مدة سنتين وشهرين حتى أُفرج عنه ورفاقه في أوائل يوليو 1957، وسمحت له السلطات المصرية بتقديم امتحان الليسانس عام 1958 ثم حصل على دبلوم الدراسات العليا عام 1961.

## العمل
تعاقد مع حكومة قطر عام 1962 للتدريس، حيث عمل مدرساً للغة العربية، ثم مديراً لمدرسة خالد بن الوليد، ثم موجهاً للغة العربية، فمديراً لدائرة المناهج، وساهم في تأليف أربعين كتابًا في علوم اللغة العربية والأدب العربي، وكوّن جماعة المسرح الوطني الفلسطيني، وساهم في تأسيس أول مجلة في قطر وهي (مجلة العروبة) عام 1970، وكانت له زاويته (نافذة العرب) في جريدة العرب القطرية، وترأس الاتحاد العام للكتاب والصحفيين الفلسطينيين (فرع قطر). بعد حرب العراق عام 1990، طُلب منه مع بعض زملاءه في المجلس الوطني الفلسطيني مغادرة قطر، فإستقر في تونس، وأسند إليه الرئيس ياسر عرفات وظيفة مدير مدرسة القدس في تونس، بالإضافة إلى منصب ممثل فلسطين في منظمة التربية و الثقافة و العلوم بالجامعة العربية.وبعد قدوم السلطة الوطنية الفلسطينية لأرض الوطن عاد إلى غزة في نوفمبر 1994 وعُين بقرار من الرئيس الشهيد ياسر عرفات وكيلاً مساعداً لوزير التربية والتعليم العالي، وكان له نشاط فعال في إحياء الحركة التعليمية، كما أُسندت إليه إحياء الفعاليات الشعبية في قطاع غزة. وكتب العديد من المقالات الأدبية والسياسية في الصحف المحلية ومن أشهر مقالاته ما كتبه إلى عرفات صديق مسيرته بعنوان: (كثر مستشاروك وقل ناصحوك)، وقال عنه عرفات في أكثر من مناسبة: «إنه البلعاوي الذي علمني السير على درب الثورة».

## وفاته
توفي مساء يوم الأحد عام 1996 في عمان، ونقل جثمانه ليوارى في ثرى في مسقط رأسه بلعا في طولكرم، ونعته القيادة الفلسطينية وأقام الرئيس الراحل ياسر عرفات بيت عزاء في مقر مرجعية فتح في غزة، ورثاه العديد من الكتاب والأدباء الفلسطينيين، وتخليداً لذكراه أطلق اسمه على إحدى المدارس الثانوية في قطاع غزة.